# Dekanat Rastatt
Das Dekanat Rastatt ist ein Dekanat in der Diözese Freiburg.

## Geschichte
Mit der Dekanatsreform zum 1. Januar 2008 wurde aus dem ehemaligen Dekanat Murgtal das Dekanat Rastatt als eines von 26 Dekanaten des Erzbistums Freiburg errichtet. Sitz des Dekanats ist Rastatt. Das Dekanat bildet zusammen mit den Dekanaten Bruchsal, Karlsruhe, Pforzheim und Baden-Baden die Region Mittlerer Oberrhein / Pforzheim des Erzbistums Freiburg.
Zum 1. Januar 2015 wurden die Kirchengemeinden Gaggenau-Stadt und Gaggenau-Moosbronn zur Seelsorgeeinheit Gaggenau und die Kirchengemeinden Bietigheim-Elchesheim-Illingen und Ötigheim-Steinmauern zur Seelsorgeeinheit Südhardt-Rhein zusammengefasst. Von ursprünglich 14 Seelsorgeeinheiten des Dekanats Rastatt verringerte sich deren Anzahl bis zum 1. Januar 2015 auf neun.

## Gliederung
Das Dekanat Rastatt gliedert sich in die folgenden neun Seelsorgeeinheiten:
| Seelsorgeeinheiten         | zugehörige Pfarreien und Filialen |
| -------------------------- | --- |
| SE Durmersheim-Au am Rhein | St. Bernhard (Durmersheim) mit der Pfarr- und Wallfahrtskirche Maria Bickesheim (Bickesheim), St. Dionysius (Durmersheim) mit der Filialkirchengemeinde Herz-Jesu (Würmersheim) und St. Andreas (Au am Rhein)                              |
| SE Forbach-Weisenbach      | St. Antonius (Bermersbach), St. Johannes (Forbach) mit Seliger Bernhard (Gausbach), St. Valentin (Langenbrand), St.-Wendelinus-Kapelle (Weisenbach) mit Maria Königin (Au im Murgtal)                                                      |
| SE Gaggenau                | Kirchengemeinde Gaggenau-Stadt mit St. Marien (Gaggenau), St. Josef (Gaggenau) und St. Laurentius (Bad Rotenfels); Kirchengemeinde Gaggenau-Moosbronn mit Maria Hilf (Moosbronn) und St. Michael (Michelbach)                              |
| SE Gaggenau-Ottenau        | St. Johannes Nepomuk (Hörden), St. Jodok (Ottenau), St. Nikolaus (Selbach), St. Anna (Sulzbach) |
| SE Gernsbach               | Liebfrauenkirche (Gernsbach), Mariä Heimsuchung (Lautenbach), Herz-Jesu-Kirche (Obertsrot), St. Mauritius (Reichental) Weitere Kirchen und Kapellen: Klingelkapelle, Illertkapelle, Antoniuskapelle, Dreifaltigkeitskapelle, Fatimakapelle |
| SE Iffezheim               | St. Birgitta (Iffezheim), St. Michael (Wintersdorf), St. Ägidius (Ottersdorf), St. Jakobus (Plittersdorf) Weitere Kirchen und Kapellen: Marienkapelle (Plittersdorf)                                                                       |
| SE Rastatt                 | St.-Alexander-Kirche (Rastatt), Heilig Kreuz (Rastatt), Zwölf Apostel (Rastatt) und Herz Jesu (Rastatt) |
| SE Südhardt-Rhein          | Kirchengemeinde Bietigheim-Elchesheim-Illingen mit Heilig Kreuz (Bietigheim) und Heilig-Geist (Illingen); Kirchengemeinde Ötigheim-Steinmauern mit St. Michael (Ötigheim) und Kreuzerhöhung (Steinmauern)                                  |
| SE Vorderes Murgtal        | St. Sebastian (Kuppenheim), Maria Königin der Engel (Muggensturm), St. Anna (Bischweier), St. Laurentius (Niederbühl), St. Anna (Rauental), St. Johannes (Oberweier), Heilig Kreuz (Oberndorf)                                             |